# فرابر (فیلم ۲۰۱۵)
«فرابر» (See you tommorow) یک فیلم چینی-هنگ کنگی در ژانر عاشقانه-کمدی است که در سال ۲۰۱۶ منتشر شد.

## داستان
یک صاحب بار به افراد تنهایی که دچار شکست عشقی شده اند کمک میکند...